# Pedro Sousa
Pedro Sousa (ur. 27 maja 1988 w Lizbonie) – portugalski tenisista, reprezentant kraju w Pucharze Davisa.

## Kariera tenisowa
Zawodowy tenisista został od 2007 roku. Finalista jednego turnieju o randze ATP Tour.
Od września 2006 reprezentant Portugalii w Pucharze Davisa.
W rankingu gry pojedynczej najwyżej klasyfikowany na 99. miejscu (18 lutego 2019), a w klasyfikacji gry podwójnej na 241. pozycji (22 lipca 2013).

### Finały w turniejach ATP Tour
| Legenda                                      |
| -------------------------------------------- |
| Wielki Szlem                                 |
| Igrzyska olimpijskie                         |
| Tennis Masters Cup / ATP Finals              |
| ATP Masters Series / ATP Tour Masters 1000   |
| ATP International Series Gold / ATP Tour 500 |
| ATP International Series / ATP Tour 250      |

#### Gra pojedyncza (0–1)
| Końcowy wynik | Nr | Data           | Turniej      | Nawierzchnia | Przeciwnik  | Wynik finału |
| ------------- | -- | -------------- | ------------ | ------------ | ----------- | ------------ |
| Finalista     | 1. | 16 lutego 2020 | Buenos Aires | Ceglana      | Casper Ruud | 1:6, 4:6     |